# Яковлев, Евгений Николаевич (газовик)

Евгений Николаевич Яковлев (17 октября 1931, г. Дмитриев-Льговский, Курская область) — советский нефтяник и газовик. Заместитель министра газовой промышленности СССР (1986—1989)

## Биография
После окончания института, до 1960 года работал главным инженером Карлинского нефтепромысла, с 1960 по 1965 годы — главный инженер Ишимбайского райуправления Уфимского УМГ в Башкирии, а с 1965 года — начальник Магнитогорского РУ УМГ «Бухара—Урал».
Под его руководством построено 14 магистральных газопроводов для подачи западносибирского газа в центральные районы страны и в Западную Европу. Среди них: газопроводы «Уренгой—Ужгород», «Медвежье—Надым—Пунга—Нижняя Тура», «Пунга—Вуктыл—Ухта I,II», «Уренгой—Грязовец», «Уренгой—Петровск», «Уренгой—Новопсков», а также «Уренгой—Центр−1,2», «Ямбург—Елец−1».

### Образование
- 1954 — Московский нефтяной институт, горный инженер.

### Трудовая биография
- 1954—1960 — старший инженер нефтепромысла Карлинского нефтепромысла;
- 1960—1965 — главный инженер Ишимбайского районного управления газопроводов (г. Ишимбай, БАССР);
- 1965—1972 — начальник Магнитогорского районного управления газопровода Челябинской обл.;
- 1972—1986 — начальник Тюменского управления магистральных газопроводов, директор, гендиректор объединения «Тюменьтрансгаз» (п. Комсомольский, Тюменская область);
- 1986—1989 — начальник Главтюменьгазпрома в ранге заместителя министра газовой промышленности СССР;
- 1989—1992 — руководитель группы специалистов в Германии;
- 1993 — заведующий сектором по освоению новых мощностей РАО «Газпром».

## Достижения
Внёс вклад в организацию управления строительством газопроводов в РФ. При строительстве газопроводов впервые в мире применены трубы диаметром 1420 мм, а при строительстве компрессорных станций — газотурбинные установки мощностью 10, 16, 25 тысяч кВт, в том числе с авиационными и судовыми агрегатами. Принимал участие в выведении Уренгойского газоконденсатного месторождения на проектную мощность и освоении Ямбургского газоконденсатного месторождения. Прирост добычи газа составил 40-50 млрд м³ в год. Внёс вклад в строительство жилья, школ, детских садов, больниц и др. объектов на трассах магистральных газопроводов, в городах Надыме, Новом Уренгое, Белоярском, Югорске Тюменской области.

## Награды и звания
- Герой Социалистического Труда (1986) с вручением медали Золотая Звезда и Ордена Ленина.
- орден Ленина (1986),
- Орден Октябрьской Революции (1980),
- Орден Трудового Красного Знамени (1975),
- Орден «Знак Почёта» (1971),
- медаль «За освоение недр и развитие нефтегазового комплекса Западной Сибири»,
- медаль «Ветеран труда».
- Почётный работник газовой промышленности СССР.
- «Отличник народного просвещения РСФСР» (за помощь в строительстве школ, их обустройстве, в том числе компьютерными классами